# Bonne, Haute-Savoie
Bonne este o comună în departamentul Haute-Savoie din sud-estul Franței. În 2009 avea o populație de 2.630 de locuitori.

## Evoluția populației
| An        | 1975  | 1982  | 1990  | 1999  | 2006  | 2009  |
| --------- | ----- | ----- | ----- | ----- | ----- | ----- |
| Populație | 1.314 | 1.598 | 1.815 | 2.098 | 2.538 | 2.630 |